# Sergei
Sergei, auch Sergej, seltener Sergeij, Sergey und Sergeji (russ.: Сергей), ist ein russischer männlicher Vorname etruskisch-lateinischer Herkunft, von Sergius abgeleitet. Eigentlich etruskischen Ursprungs, ging der Name in die lateinische Sprache über und bedeutete dort aus dem Geschlecht der Sergier stammend. 

## Varianten
Im Französischen kommt er als Serge vor, im Italienischen und Spanischen als Sergio, im Portugiesischen als Sérgio, im Katalanischen als Sergi, im Rumänischen als Sergiu, im Serbischen als Srđan (ser.: Срђан), im Ukrainischen als Serhij (ukr. Сергій) und im Belarussischen als Sjarhej (belarus. Сяргей). Die lettische Form lautet Sergejs, die litauische Form ist Sergejus.
Im Russischen ist auch die beliebte Diminutiv-Form Serjoscha (Серёжа) häufig (etwa der Sohn von Anna Karenina), jedoch nicht als eigenständiger Vorname. Eine weibliche Form des Namens ist nicht bekannt.
Eine deutsche Form ist nicht bekannt. Im englischen Sprachraum ist der Name ebenfalls nicht in einer englischen Form bekannt, aber in Emigrantenfamilien (beispielsweise in den USA) durchaus verbreitet.
Als russischer Vatersname (Patronym) lautet der Name bei Knaben Sergejewitsch (Сергеевич), bei Mädchen Sergejewna (Сергеевна) und als häufiger russischer Familienname Sergejew (Сергеев) – in der männlichen Form – und Sergejewa (Сергеева) – in der weiblichen Form.

## Namensträger

### Sergei
- Sergei Babayan (* 1961), US-amerikanisch-armenischer Pianist und Klavierlehrer
- Sergei Artemjewitsch Balassanjan (1902–1982), sowjetischer Komponist armenischer Abstammung
- Sergei Bondartschuk (1920–1994), in der Ukraine geborener sowjetischer Filmregisseur, Drehbuchautor und Schauspieler
- Sergei Chatschatrjan (* 1985), armenischer Violinist
- Sergei Igorewitsch Dmitrijew (1964–2022), russischer Fußballspieler und -trainer
- Sergei Michailowitsch Eisenstein (1898–1948), russischer Regisseur
- Sergei Nikolajewitsch Filippow (1912–1990), sowjetischer Schauspieler
- Sergei Wiktorowitsch Fjodorow (* 1969), russischer Eishockeyspieler
- Sergei Michailowitsch Grigorjanz (* 1983), russischer Schachspieler
- Sergei Michailowitsch Grinkow (1967–1995), russischer Eiskunstläufer
- Sergei Alexandrowitsch Jessenin (1895–1925), russischer Lyriker
- Sergei Iwanowitsch Kalinin (1896–1971), sowjetischer Schauspieler, Theaterregisseur sowie Regie- und Schauspiellehrer.
- Sergei Leonidowitsch Kalinitschew (* 1956), russischer Schachgroßmeister
- Sergei Alexandrowitsch Karjakin (* 1990), russischer Schachgroßmeister
- Sergei Pawlowitsch Koroljow (1907–1966), russischer Raumfahrtpionier
- Sergei Sergejewitsch Kulagin (1914–1981), sowjetischer Schauspieler
- Sergei Wiktorowitsch Lawrow (* 1950), amtierender russischer Außenminister
- Sergei Iwanowitsch Lomanow (* 1957), russischer Bandyspieler
- Sergei Sergejewitsch Lomanow (* 1980), russischer Bandyspieler
- Sergei Wassiljewitsch Lukjanenko (* 1968), russischer Schriftsteller
- Sergei Michailowitsch Makarow (* 1958), russischer Eishockeyspieler
- Sergei Alexandrowitsch Martinson (1899–1984), sowjetischer Schauspieler
- Sergei Nikitowitsch Mergeljan (1928–2008), armenischer Mathematiker
- Sergei Jurjewitsch Netschajew (* 1953), russischer Diplomat
- Sergei Sergejewitsch Nikolajew (1946–2016), sowjetischer bzw. russischer Schauspieler
- Sergei Petrowitsch Nowikow (1938–2024), russischer Mathematiker
- Sergei Paradschanow (1924–1990), sowjetischer Filmregisseur armenischer Herkunft
- Sergei Arsenowitsch Petrossjan (1988–2017), russischer Gewichtheber mit armenischen Wurzeln
- Sergei Walentinowitsch Pogorelow (1974–2019), russischer Handballspieler
- Sergei Wassiljewitsch Prjachin (* 1963), russischer Eishockeyspieler und -trainer
- Sergei Sergejewitsch Prokofjew (1891–1953), russischer Komponist
- Sergei Wassiljewitsch Rachmaninow (1873–1943), russischer Pianist, Komponist und Dirigent
- Sergei Alexandrowitsch Schtscherbatow (1874–1962), russischer Aristokrat, Maler, Mäzen und Kunstsammler
- Sergei Jurjewitsch Sirant (* 1994), russischer Badmintonspieler
- Sergei Dmitrijewitsch Stoljarow (1911–1969), sowjetischer Schauspieler
- Sergei Dmitrijewitsch Troizki (1899–1962), sowjetischer Schauspieler und Theaterregisseur
- Sergei Sergejewitsch Tschudinow (* 1983), russischer Skeletonfahrer
- Sergei Wicharew (1962–2017), russischer Balletttänzer und Choreograf

### Sergej
- Sergej Barbarez (* 1971), bosnisch-herzegowinischer Fußballspieler
- Sergej Evljuskin (* 1988), deutscher Fußballspieler
- Sergej Lochthofen (* 1953), deutscher Journalist
- Sergej Maslobojev (* 1987), litauischer Mixed-Martial-Arts-Sportler, Boxer und Kickboxer
- Sergej Mikajeljan (* 1992), armenischer Skilangläufer
- Sergej Movsesjan (* 1978), slowakischer Schachmeister
- Sergej Moya (* 1988), deutscher Schauspieler, Drehbuchautor und Regisseur

### Sergey
- Sergey Brin (* 1973), US-amerikanischer Informatiker und Unternehmer
- Sergey Hernández (* 1995), spanischer Handballspieler
- Sergey Kalantay (* 1964), ukrainischer Schauspieler
- Sergey Lagodinsky (* 1975), deutscher Rechtsanwalt, Publizist und Politiker (Bündnis 90/Die Grünen) russisch-jüdischer Herkunft
- Sergey Tiviakov (* 1973), niederländischer Schach-Großmeister russischer Herkunft

### Sergejs
- Sergejs Čudinovs (* 1962), deutsch-lettischer Eishockeyspieler und -trainer
- Sergejs Jēgers (* 1979), lettischer Countertenor
- Sergejs Kožans (* 1986), lettischer Fußballspieler
- Sergejs Naumovs (* 1969), lettischer Eishockeytorwart und -trainer
- Sergejs Žoltoks (1972–2004), lettischer Eishockeyspieler

### Sjarhej
- Sjarhej Schyhalka (* 1989), belarussischer Schachgroßmeister
- Sjarhej Sjarhejewitsch Sidorski (* 1954), belarussischer Politiker

## Patronym „Sergejewitsch“ bzw. „Sergejewna“
- Nikita Sergejewitsch Chruschtschow (1894–1971), russischer Politiker
- Michail Sergejewitsch Gorbatschow (1931–2022), russischer Politiker
- Wiktor Sergejewitsch Konowalenko (1938–1996), russischer Eishockeytorwart
- Anna Sergejewna Kurnikowa (* 1981), russische Tennisspielerin
- Nikita Sergejewitsch Michalkow (* 1945), russischer Filmregisseur und -schauspieler
- Alexander Sergejewitsch Puschkin (1799–1837), russischer Schriftsteller